# Kurt Stettler
Kurt Stettler (Bern, 21 augustus 1932 - Zürich, 8 december 2020) was een Zwitsers voetballer en trainer die speelde als doelman.

## Carrière
Stettler maakte zijn profdebuut voor FC Lugano maar vertrok na een jaar. In 1953 speelde hij voor FC Bern en van 1954 tot 1957 voor FC Luzern. In 1957 maakte hij de overstap naar FC Basel waar hij bleef spelen tot 1964. Hij won met hen de beker in 1963. Zijn carrière sloot hij af als speler-trainer bij Young Fellows Zürich.
Hij speelde twee interlands voor Zwitserland en ging mee naar het WK voetbal 1962 in Chili als derde doelman.

## Erelijst
- FC Basel
  - Zwitserse voetbalbeker: 1963